# Indonesia AirAsia
Indonesia AirAsia ist eine indonesische Billigfluggesellschaft mit Sitz in Jakarta und Basis auf dem Flughafen Soekarno-Hatta. Sie ist eine Tochtergesellschaft der malaysischen AirAsia.

## Geschichte
Die Gesellschaft wurde ursprünglich im Jahr 1999 als Awair (Air Wagon International) von Abdurrahman Wahid, dem Vorsitzenden der Nahdlatul Ulama Muslim Organisation, gegründet. Er besaß einen Anteil von 40 % an der Gesellschaft, den er nach seiner Wahl zum Präsidenten von Indonesien im Oktober 1999 wieder abgeben musste. Der Flugbetrieb begann am 22. Juni 2000 mit Airbus A300 und A310. Im März 2002 wurde der Flugbetrieb eingestellt. Im Dezember 2004 begann Awair als angeschlossenes Mitglied von AirAsia erneut mit Flügen innerhalb Indonesiens. Am 1. Dezember 2005 änderte Awair ihren Namen in Indonesia AirAsia. AirAsia besitzt einen Anteil von 49 % an der Gesellschaft.

## Flugziele
Indonesia AirAsia betreibt ein regionales Streckennetz innerhalb Indonesiens sowie nach Malaysia, Singapur und Thailand. Indonesia Air Asia ist vom für indonesische Fluggesellschaften bestehenden Landeverbot in der EU ausgenommen.

## Flotte
Mit Stand April 2024 besteht die Flotte der Indonesia AirAsia aus 32 Flugzeugen mit einem Durchschnittsalter von 13,6 Jahren:
| Flugzeugtyp     | Anzahl | bestellt | Anmerkungen                                       | Sitzplätze |
| --------------- | ------ | -------- | ------------------------------------------------- | ---------- |
| Airbus A320-200 | 32     |          | sieben inaktiv; sieben mit Sharklets ausgestattet | 180        |
| Gesamt          | 32     | –        |                                                   |            |

## Zwischenfälle
Indonesia AirAsia war zwischen dem 4. Juli 2007 und dem 5. Juli 2010 auf der Liste der Betriebsuntersagungen für den Luftraum der Europäischen Union.
- Am 28. Dezember 2014 stürzte ein Airbus A320-200 mit dem Luftfahrzeugkennzeichen PK-AXC auf dem Indonesia-AirAsia-Flug 8501 von Surabaya nach Singapur in die Javasee. Alle 162 Insassen kamen ums Leben.